# 马里亚特吉主义统一党
马里亚特吉主义统一党（西班牙語：Partido Unificado Mariateguista，缩写为PUM）是秘鲁历史上的一个马里亚特吉主义政党。该党成立于1984年，由革命先锋、革命左翼运动以及工人革命党和革命共产党的一部分组成。该党的领导人包括哈维尔·迪埃斯·坎塞科、阿古斯丁·阿亚·德拉托雷、圣地亚哥·佩德拉里奥、乌戈·布兰科、爱德华多·卡塞雷斯和卡洛斯·塔皮亚。玛丽亚·埃莱娜·莫亚诺也是该党的成员。该党曾是联合左翼成员；1990年，该党退出联合左翼；1995年，该党与革命左翼联盟一起重新加入联合左翼，但不久联合左翼解散。1996年，该党解散。